# Таязура-подорожник каліфорнійська
Таязура-подорожник каліфорнійська (Geococcyx californianus) — північноамериканський птах з родини зозулевих (Cuculidae). Мешкає в пустелях і напівпустелях на півдні і південному заході США та півночі Мексики.

## Опис
Дорослі таязури-подорожники досягають довжини від 51 до 61 см, включаючи хвіст. У них довгий, злегка вигнутий донизу дзьоб. Голова, чуб, спина і довгий хвіст мають темно-коричневе забарвлення із світлими вкрапленнями. Шия і живіт також світлі. Дуже довгі ноги і довгий хвіст.
Це чудовий бігун. Птах може розвивати швидкість до 42 км/год. У цьому йому допомагає і спеціальне розташування пальців ніг, так як обидва зовнішніх пальця розташовані назад, а обидва внутрішніх — вперед. Птах має короткі крила, тому літає дуже погано і може втриматися в повітрі лише кілька секунд.
Цей вид розвинув незвичайний енергоощадний спосіб проводити холодні ночі в пустелі. У цей час доби температура тіла падає, і пташка впадає у своєрідну нерухому сплячку. На її спині є непокриті пір'ям темні ділянки шкіри. Вранці вона розпускає своє пір'я і виставляє ці ділянки шкіри на сонце, завдяки чому температура тіла швидко повертається до нормального рівня.

## Живлення
Більшість часу проводять на землі і полюють на змій, ящірок, комах, павуків, гризунів та невеликих птахів. Достатньо швидкі, щоб вбивати навіть невеликих гадюк, яких вони хапають дзьобом за хвіст і б'ють головою об землю як батогом. Здобич вони заковтують повністю. Свою англійську назву roadrunner (дорожній бігун) ці птахи отримали за те, що мали звичку бігати за поштовими каретами і хапати невеликих тварин, потривожених їх колесами.

## Розмноження
Протягом усього року ведуть моногамний спосіб життя. На відміну від більшості представників родини зозулевих, вони не підкладають свої яйця в чужі гнізда. Своє компактне гніздо, в яке відкладається від чотирьох до дев'яти яєць, вони будують на підвищенні, наприклад на кактусах чи кущах. За пташенятами доглядають обоє батьків.

## У культурі
Цей птах став прототипом для персонажа Дорожній бігун (англ. Road runner) в мультиплікаційному серіалі компанії Warner Brothers «Хитрий койот і Дорожній бігун», в якому койот безуспішно намагається зловити Дорожнього бігуна (таязуру-подорожника каліфорнійську).